# 多傑斯灣
69°7′S 69°9′E / 69.117°S 69.150°E
多傑斯灣（英語：Doggers Bay）是南極洲的海灣，位於麥克羅伯特森地，處於阿梅里冰架西部，長30公里、寬9公里，由澳大利亞探險隊的空中照片被繪入地圖，現時由南極條約體系管理。